# Дембровская кадриль

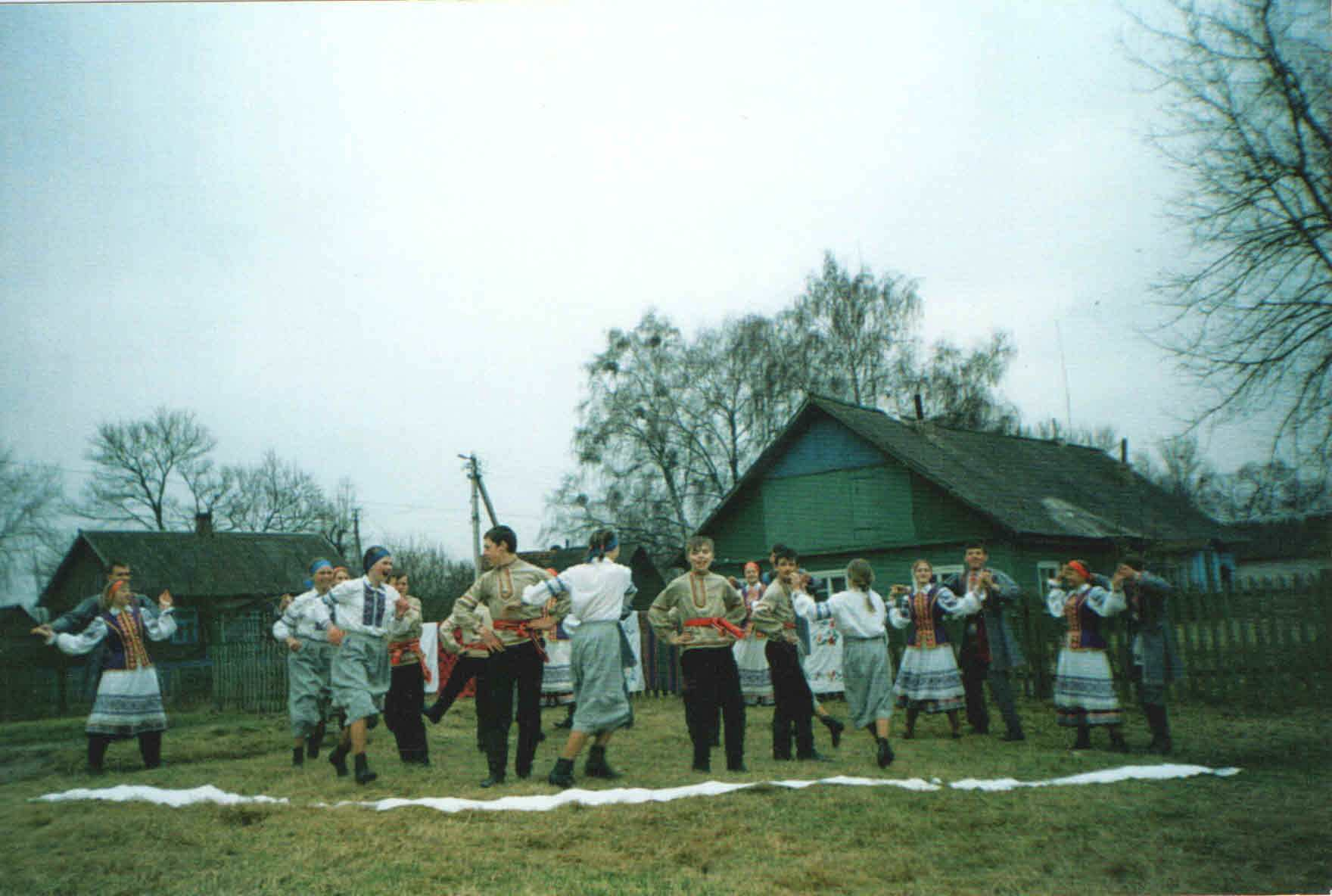
Дембровская Кадриль 2004

Дембровская кадриль — это парно-групповой танец, который до сегодняшнего дня бытует в Щучинском районе, в Республике Беларусь. Как и другие кадрили, Дембровская называется в соответствии с местностью своего существования (аг. Демброво). Танец «Дембровская кадриль» имеет устойчивую композицию и регламентированную лексику. Входит в список нематериального культурного наследия Республики Беларусь.

## Структура исполнения танца
Танец исполняет шесть пар. Состоит кадриль из трех колен:
- В первое колено входит уступ и 5 фигур, во время которых пары движутся по кругу, парни танцуют некоторое время на месте к центру спиной, а девушки вокруг, после меняются местами, снова вместе танцуют по кругу по ходу солнца, потом против хода солнца.
- Второе колено имеет 2 фигуры, в течение которых кавалеры меняют партнерш, а девушки меняют партнеров в довольно сложных переходах в полукольцах, например, 6-я партнерша переходит к 3-му партнеру, 1-я к 4-му, 2-я к 5-му, а позже 1-я переходит к 3-му, 2-я к 4-му, 3-я к 5-му. Так в течение кадрили, чередуя динамические и статические хореографические компоненты, исполнители перетанцовывают поочередно “все со всеми” – до встречи со своим партнером.
- Третье колено включает 9 фигур, некоторые из которых танцуются с переходом в тройки и также со сменой партнеров (двигаясь по кругу, парни подбегают к девушкам, образуют тройки и двигаются по кругу).

После смены всех партнеров в тройках, парни и девушки некоторое время танцуют по-отдельности в кругах и шеренгах, после снова объединяются в пары, исполняют фигуры “Шен” (извращаются под руку, идя по кругу со всеми парнерами), “Ручеек” и во время последней фигуры в кругу благодарят друг друга за танец. Паузы между частями в танце Дембровская кадриль отсутствуют. Таким образом, Дембровская кадриль выделяется рядом своих отличительных черт: колени в кадриле идут без перерыва и их объявлений, отдельные фигуры выполняются тройками. Для кадрили характерна быстрая смена разнообразных фигур и рисунков (линия, ручеек, колонна), а также различные переходы, смена партнеров, обход друг друга, парами.
Дембровская кадриль относится к типу круговых кадрилей. Исполняется в умеренном темпе на двудольную мелодию, которая сохраняется в вариативном виде на протяжении всего танца. Действие разыгрывается по кругу различной конфигурации, больше акцентируется на полукольцах: с левой или с правой стороны танцевальной площадки, а также во время образования шеренги или фигуры “танец тройками” – ее исполняют одновременно три кавалера, шесть девушек и три парня, которые остались без партнерш. Они на полукольце по отдельности выполняют основное движение кадрили. Рассматривая сам танец и его композиционный строй, нужно отметить, что он включает элементы различных танцев, которые бытовали в Демброве: “Лявониха”, “Ручеек”, “Краковяк”.

## Модели передачи элемента в обществе
На сегодняшний день танец, который начал восстанавливаться и практиковаться в Демброво с 70-х гг XX в., может выполнить каждый третий житель аг. Демброво, а это более 180 дембровчан разных поколений. Передача опыта, традиций и обычаев своей местности происходит через семью, окружение, которое окружает человека. Знания и умение «танцевать» кадриль передаются от матери к сыну или дочери, от родителей к детям. Этот танец исполняется на различных праздниках, которые организовывают сами жители: свадьбы, дни рождения, на Пасху, Рождество, а также просто в окружении родственников и соседей.

## Угрозы для существования и передачи элемента

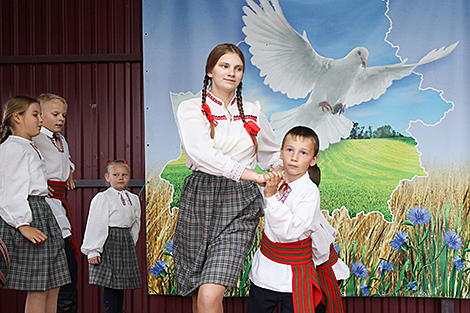
Передеча танца Дембровская Кадриль младшему поколению

С каждым годом количество жителей аг. Демброво уменьшается (нет естественного прироста населения). На фоне урбанизации многие участники коллектива и люди, которые непосредственно танцуют Кадриль, переезжают в город, за счет этого они меньше внимания уделяют танцу. Увы, почти отсутствует программа по финансовой поддержке, которая могла бы способствовать развитию, совершенствованию и популяризации бытового танца Дембровская кадриль.